# 黃炳松

黃炳松肖像

黃炳松（1933年—2021年），臺灣南投縣埔里鎮人，創辦《埔里鄉情》與牛耳石雕公園，推動家鄉文化與支持藝術創作。

## 生平
黃炳松生於埔里，以開雜貨店起家。在父親去世後，僅初中畢業的黃炳松與妻子周雪鳳出錢栽培三位弟弟至美國留學取得醫師或博士。
1978年，黃炳松當選縣議員，並用政治獻金創辦《埔里鄉情》雜誌。《埔里鄉情》在該年發行，主編為以研究臺灣古道知名的埔里人黃炫星。此雜誌擢請地方上的藝文人士編寫埔里歷史、民俗、街頭速寫、攝影或素描畫作等，激發埔里當地的藝術家如王灝、梁坤明等人。在文史上，黃炳松則喜歡收集日治時期的舊照片，其中關於霧社事件照片成為作家鄧相揚和漫畫家邱若龍撰述的資料，更在電影《賽德克巴萊》中重現歷史場景。
1980年代初，黃炳松為楊英風提供埔里鎮牛眠里的山坡地，讓楊英風建立名為「靜觀廬」的工作室。黃炳松在埔里幕後推動藝文，使得當地藝文風氣逐漸旺盛，吸引了不少藝術家慕名而來，黃炳松的家更常賓客滿座。在1988年，便有朱銘、蔡榮祐、柯曉東、謝棟樑、柯元馨、盧精華等人計畫在入駐埔里建立工作室或美術館。黃炳松還資助林淵雕刻，更替林淵建立牛耳石雕公園（今牛耳藝術渡假村）。在林淵去世後，黃炳松決定於林淵逝世後的1992年9月21日舉行牛耳雕塑創作獎頒獎，鼓勵藝術家雕塑對臺灣文化、藝術、社會、經濟發展有貢獻、且非政治人物的塑像。

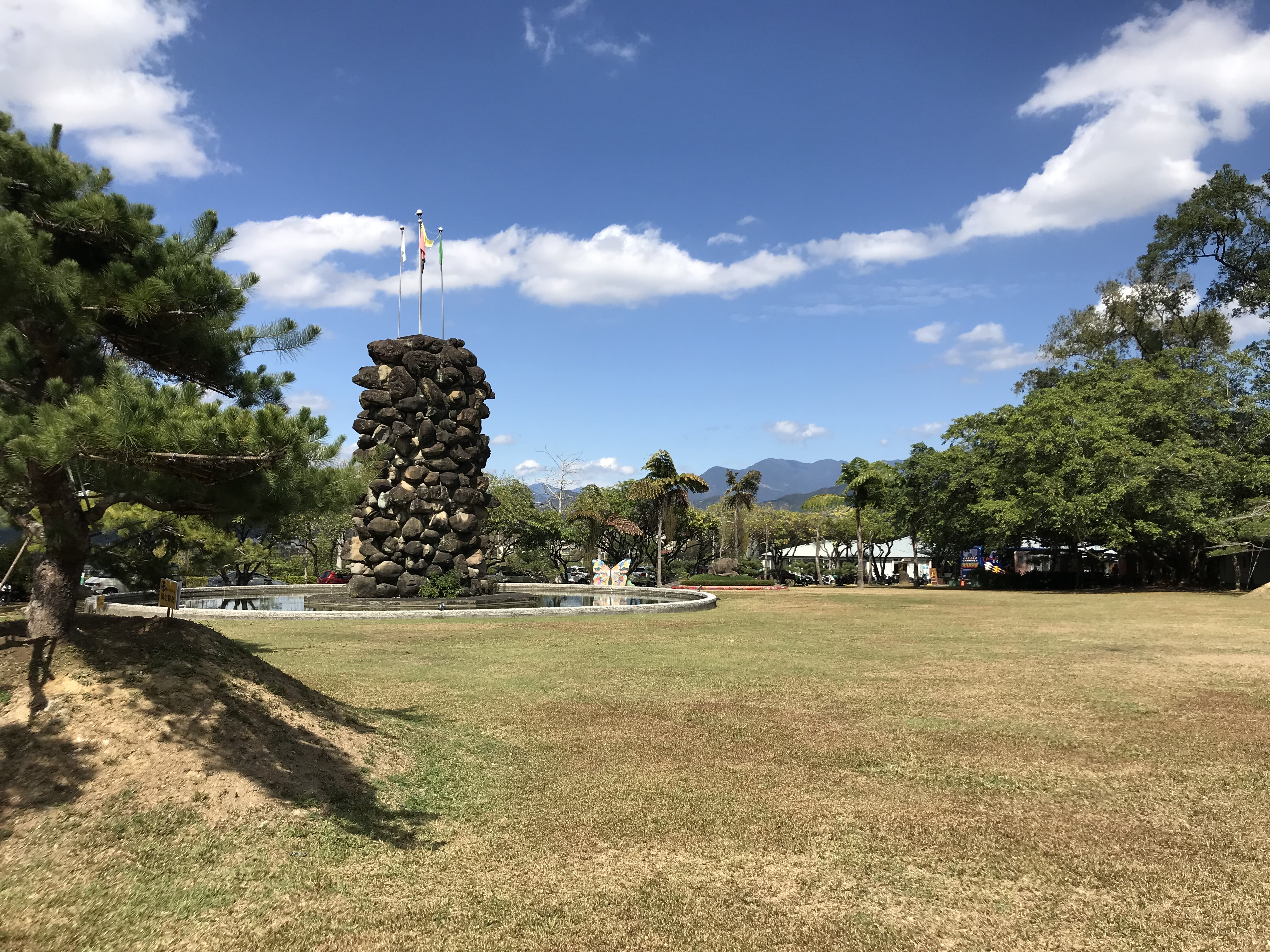
牛耳藝術渡假村

1993年，為紀念烏牛欄之役，楊英風、朱銘父子、王灝等都在牛耳石雕公園舉辦紀念雕塑展。黃炳松更推動在埔里建立二二八事件烏牛欄戰役紀念碑。
1995年9月，創立《水沙連雜誌》。
身為台灣基督長老教會教友的黃炳松，會在耶誕節於埔里教會提供牛耳藝術度假村的火雞料理給單親、隔代教養等弱勢民眾來享用。在外孫女陳美維的建議下，黃炳松在埔里種植臺灣原生種的樹苗，以利白鷺鷥棲息。植樹的範圍在暨南大學、埔里南洪溪旁。晚年，黃炳松在林淵的激發及朱銘、梁奕焚的鼓勵下，以署名「黃淵」或「Alita阿里達」作藝術創作。86歲，黃炳松攻讀東海大學餐飲管理碩士。
黃炳松在2021年臺灣疫情爆發期間施打疫苗後意外猝逝，享壽88歲。